# Evelyn Schulz (Handballspielerin)
Evelyn Schulz (* 4. September 1988 in Karl-Marx-Stadt, DDR) ist eine deutsche Handballspielerin, die für den deutschen Bundesligisten HL Buchholz 08-Rosengarten auflief.

## Karriere

### Im Verein
Schulz spielte ab dem Jahr 1999 beim Rostocker HC. Dort lief sie anfangs im Jugendbereich auf und gehörte später dem Zweitligakader der Damenmannschaft an. Nachdem der Rostocker HC im Jahr 2010 aus der 2. Bundesliga abgestiegen war, schloss sich die Kreisläuferin dem Zweitligisten TSG Wismar an. Ein Jahr später wechselte sie zum Bundesligaaufsteiger SVG Celle. In ihrer ersten Spielzeit warf Schulz 23 Bundesligatore. Nach der Saison 2011/12 trat sie mit Celle den Gang in die Zweitklassigkeit an.
Schulz erzielte in den kommenden zwei Zweitligaspielzeiten insgesamt 226 Treffer für Celle. Nachdem Celle 2014 in die Bundesliga aufgestiegen war, steuerte sie in der Bundesligasaison 2014/15 insgesamt 68 Treffer zum Klassenverbleib bei. Anschließend unterschrieb Schulz einen Zweijahresvertrag beim Ligakonkurrenten Buxtehuder SV, bei dem sie Marcella Deen ersetzte. Für Buxtehude erzielte sie 23 Treffer in der Bundesliga sowie einen im EHF-Pokal.
Schulz verließ im Sommer 2016 vorzeitig Buxtehude und schloss sich dem Zweitligisten SG Handball Blau-Weiß Rosengarten-Buchholz an, aus dem ein Jahr später die HL Buchholz 08-Rosengarten hervorging. Mit  HL Buchholz 08-Rosengarten gewann sie 2018 und 2019 die Zweitligameisterschaft, jedoch verzichtete der Verein in beiden Fällen auf sein Aufstiegsrecht. Nach der aufgrund der COVID-19-Pandemie abgebrochenen Saison 2019/20 nahm Buchholz 08-Rosengarten sein Aufstiegsrecht in die Bundesliga wahr. Schulz stand mit Rosengarten im Finale des DHB-Pokals 2020/21. Nach der Saison 2021/22 beendete sie ihre Karriere. In der Saison 2023/24 lief sie gelegentlich für die zweite Mannschaft der HL Buchholz 08-Rosengarten in der Oberliga auf.

### In Auswahlmannschaften
Schulz gewann im Jahr 2008 die Goldmedaille bei der U-20-Weltmeisterschaft in Mazedonien.